# Amylnitrat
n-Amylnitrat ist ein Ester aus Amylalkohol und Salpetersäure. Eine Verwechslung mit Amylnitrit ist zu vermeiden.

## Herstellung
Chemisch kann Amylnitrat durch Veresterung von Salpetersäure mit 1-Pentanol (Trivialname: Amylalkohol) dargestellt werden. Es entsteht ein birnenartig fruchtig riechendes Öl. Die Dämpfe sind giftig und können beim Einatmen leicht zu Kreislaufstörung führen.

## Verwendung
Es kann, wie andere Salpetersäureester auch, als Zündbeschleuniger zur Verbesserung der Cetanzahl für Dieselkraftstoffe verwendet werden.